# Hypsiboas boans
Espèce
Synonymes
- Rana boans Linnaeus, 1758
- Rana maxima Laurenti, 1768
- Rana palmata Lacépède, 1788
- Rana zebra Shaw, 1802
- Rana gaimardi Bory de Saint-Vincent, 1828
- Cinclidium granulatum Cope, 1867
- Hyla lactea Lönnberg, 1896
- Hyla daudini Lutz, 1973
- Hyla boans (Linnaeus, 1758)

Statut de conservation UICN

 LC  : Préoccupation mineure
Hypsiboas boans est une espèce d'amphibiens de la famille des Hylidae.

## Répartition
Cette espèce se rencontre jusqu'à 1 000 m d'altitude au Panama, en Colombie, au Venezuela, à la Trinité, au Guyana, au Suriname, en Guyane, au Brésil, au Pérou, en Équateur et en Bolivie,.

## Reproduction

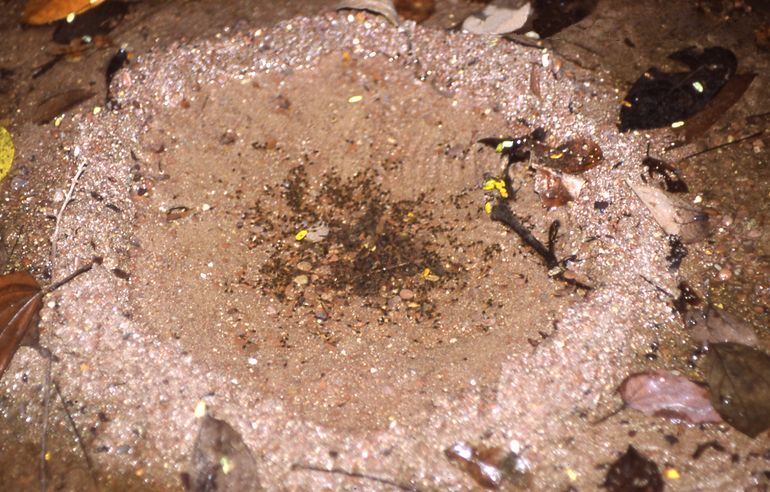
cuvette de Hypsiboas boans

Les mâles creusent des cuvettes dans le sable du bord des rivières, dans lesquels les femelles viennent pondre.

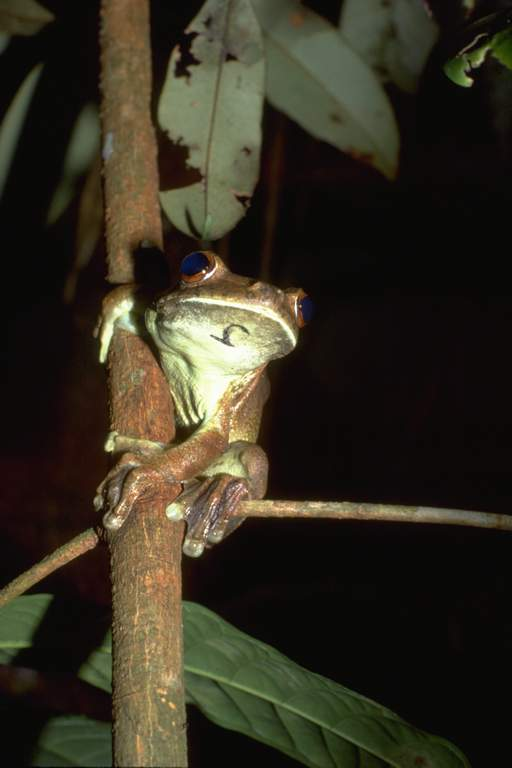
Hypsiboas boans

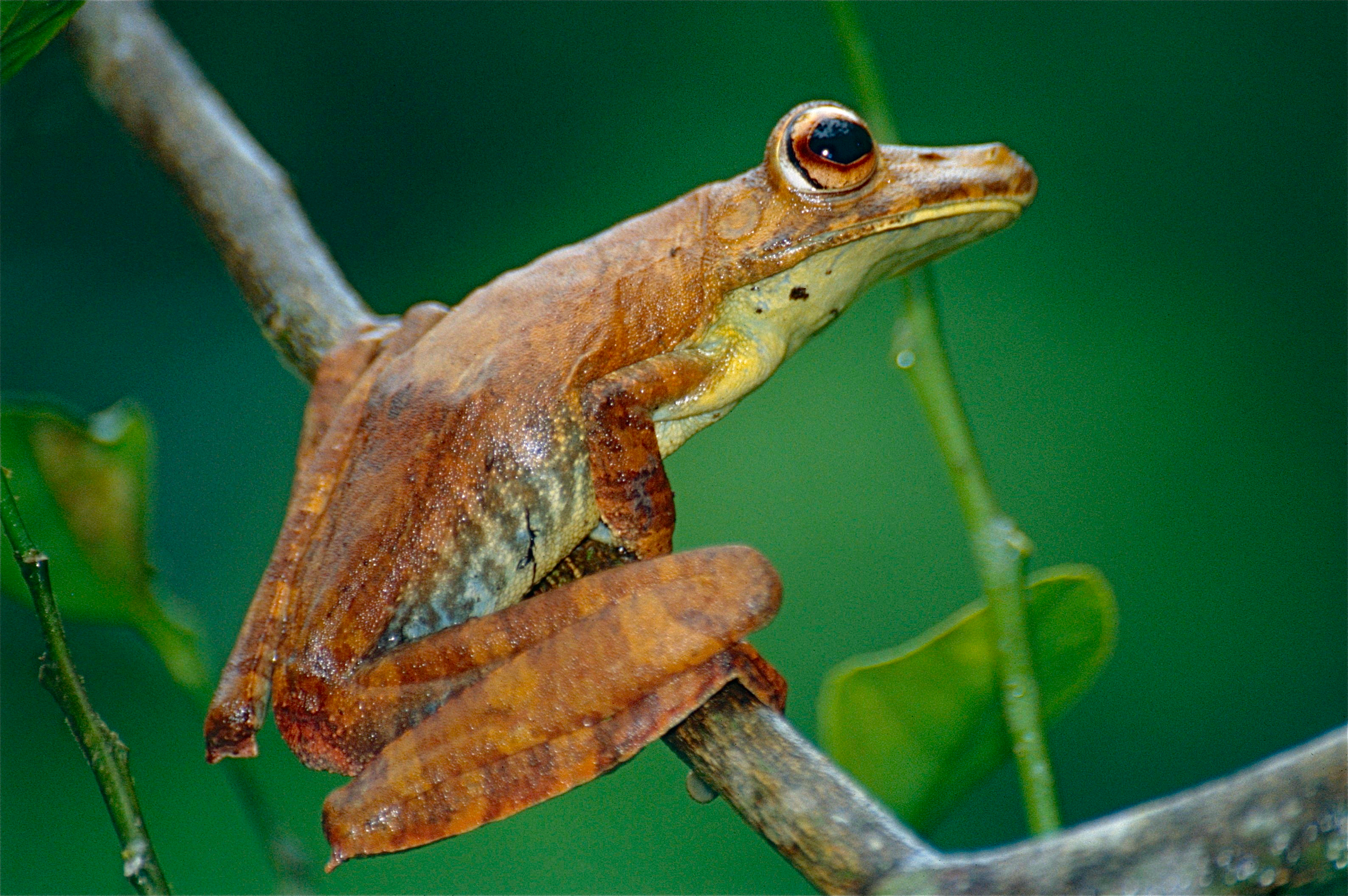
Hypsiboas boans (Guyane, France)

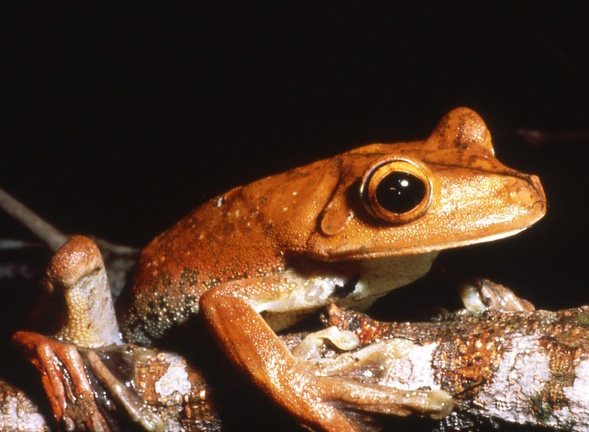
Hypsiboas boans

## Publication originale
- Linnaeus, 1758 : Systema naturae per regna tria naturae, secundum classes, ordines, genera, species, cum characteribus, differentiis, synonymis, locis, ed. 10 (texte intégral).